# هوبرت فون غوازيرن
هوبرت فون غوازيرن (بالألمانية: Hubert von Goisern)‏ مواليد 17 نوفمبر 1952 في النمسا، هو مغن مؤلف وموسيقي عالمي نمساوي بدأ مسيرته الفنية عام 1979.

## وصلات خارجية
- الموقع الرسمي